# Frans Scheijmans
Franciscus Peter Hubertus (Frans) Scheijmans (Ell, 12 september 1885 – Weert, 26 september 1974) was een Nederlands politicus. 
Hij werd geboren in de gemeente Hunsel als zoon van Joannes Hubert Scheijmans (1831-1897) en Maria Elisabeth Verlinden (1846-1916). Zijn vader was bierbrouwer, werd in 1897 burgemeester van Hunsel en overleed later dat jaar. Hij was zelf aanvankelijk ook bierbrouwer en kwam rond 1927 in de gemeenteraad van Hunsel. Scheijmans was daar ook korte tijd wethouder voor hij in 1931 benoemd werd tot burgemeester van die gemeente. Hij werd in 1941 ontslagen waarna Hunsel een NSB'er als burgemeester kreeg. Een jaar later gingen de gemeenten Neeritter en Ittervoort op in de gemeente Hunsel. Na de bevrijding in 1944 keerde Scheijmans terug in zijn oude functie. Hij ging in 1950 met pensioen en overleed in 1974 op 89-jarige leeftijd. 